# Liste der Kulturdenkmäler in Horath
In der Liste der Kulturdenkmäler in Horath sind alle Kulturdenkmäler der rheinland-pfälzischen Ortsgemeinde Horath aufgeführt. Grundlage ist die Denkmalliste des Landes Rheinland-Pfalz (Stand: 10. August 2023).

## Einzeldenkmäler
| Bezeichnung        | Lage             | Baujahr | Beschreibung                                      | Bild |
| ------------------ | ---------------- | ------- | ------------------------------------------------- | ---- |
| Katholische Kirche | Rass Straße Lage | 1870    | neugotischer Saalbau, Bruchstein, bezeichnet 1870 | BW   |